# Anumeta zaza
Anumeta zaza là một loài bướm đêm trong họ Erebidae.